# Велика мечеть Алеппо
Велика мечеть Алеппо (араб. جامع حلب الكبير; Джамі' Халаб аль-кабір або Мечеть Омеядів Алеппо (Масджид аль-Умая бі Халаб) є найбільшою і найстарішою мечеттю Алеппо в Сирії. У мечеті XIII століття періоду мамлюків лише сельджукському мінарету 1090 років. За легендою, тут знаходиться могила пророка Закарії.

## Історія
Мечеть, будівництво якої започатковано близько 715, побудована на конфіскованих землях, які були на цвинтарі собору. 45-метровий мінарет Великої мечеті, що окремо стоїть, відновлений Абул Хасан Мухаммад в 1090. Відновлена і розширена султаном Нур ед-Дін Зенгід в 1169 після великої пожежі. Пізніше мамлюки внесли додаткові зміни. Різьблені написи прикрашають весь мінарет і чергуються зі смугами стилізованим орнаментом у стилі стільникового склепіння.
Двір та мінарет мечеті відремонтовано у 2003.

## Архітектура
Побудована навколо величезного двору, який поєднує різні області та мінарети. Двір відомий своєю чорно-білою кам'яною бруківкою, яка формує складні геометричні фігури. У дворі розташовані два фонтани.

## Руйнування 2012-2013
- У жовтні 2012 мечеті завдано серйозних збитків. У ході громадянської війни в Сирії урядова армія здійснила штурм стародавнього храму, в якому сховалися озброєні опозиціонери. Сирійська армія завдала мечеті артобстрілу і повернула контроль над храмом. В результаті у мечеті виникла пожежа. Сирійська влада пообіцяла відновити мечеть до кінця 2012.
- Наприкінці лютого 2013 бойовики антиурядових сил підірвали південну стіну Великої мечеті[неавторитетне джерело].
- Наприкінці квітня 2013 в ході боїв між повстанцями та урядовими військами було знищено єдиний мінарет мечеті.

## Список всесвітньої спадщини ЮНЕСКО
Велика мечеть Алеппо і старий ринок, що прилягає до неї, знаходяться в списку всесвітньої спадщини ЮНЕСКО.

## Галерея

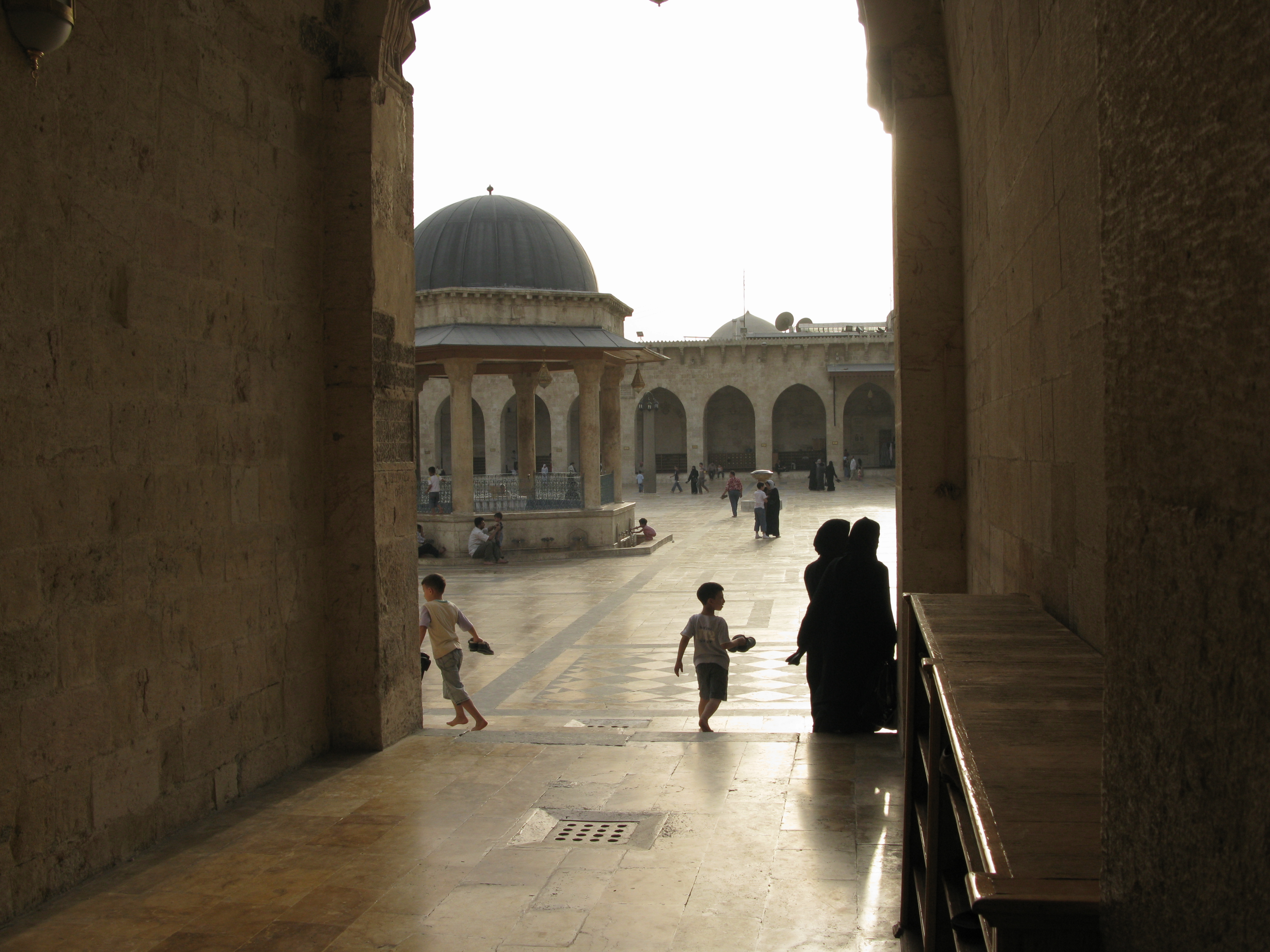
Вхід
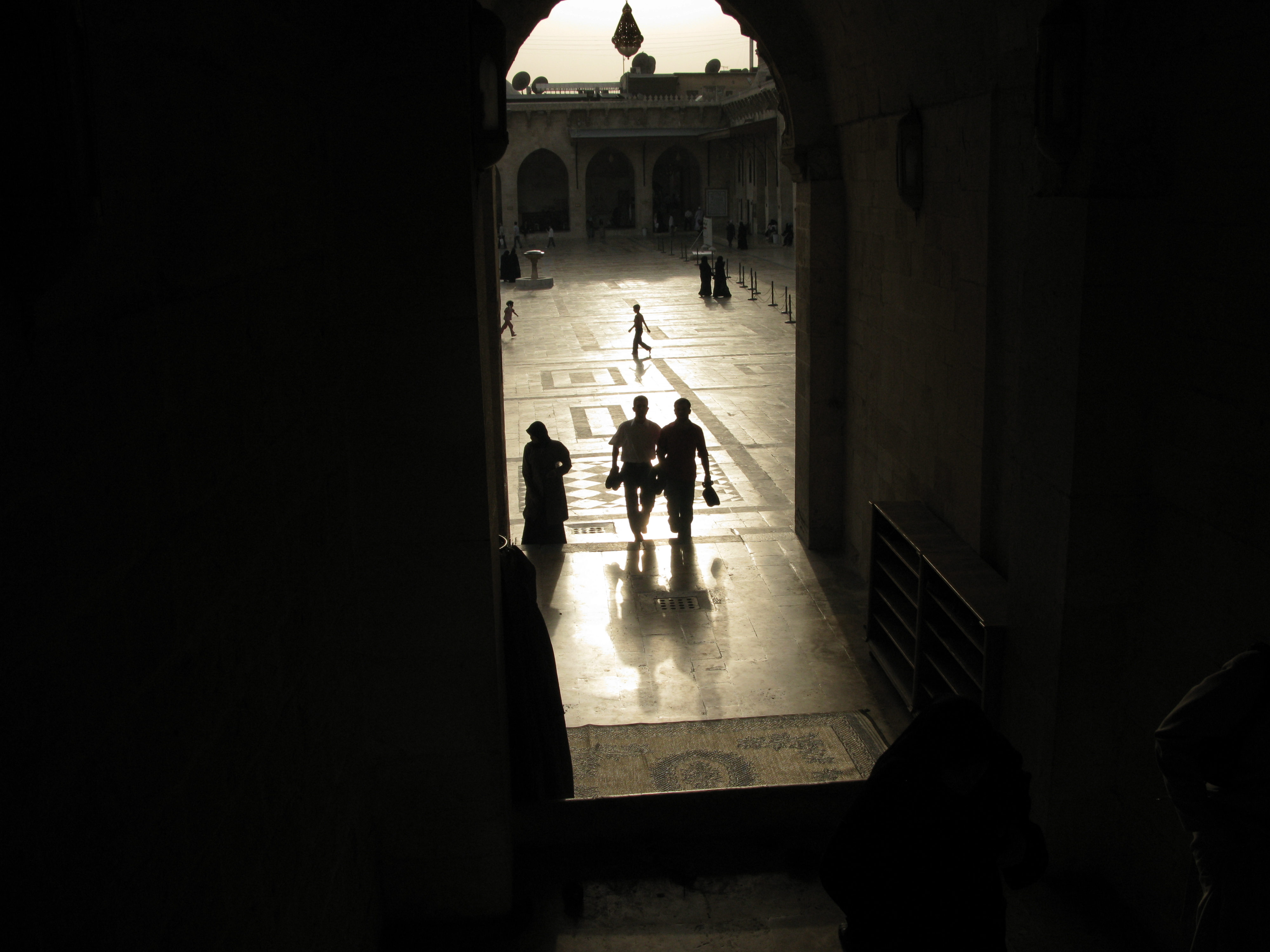
Вхід
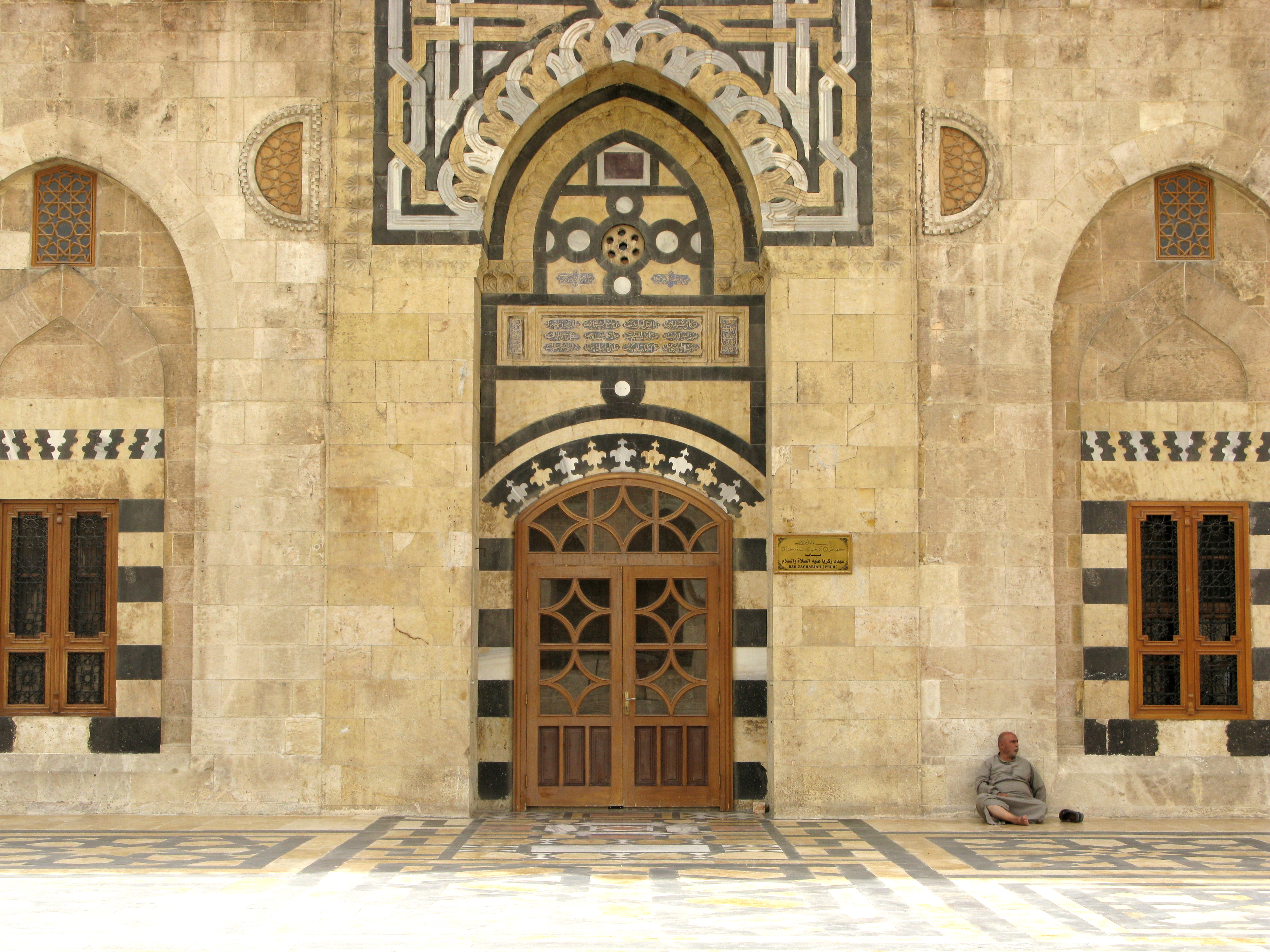
Орнаменти
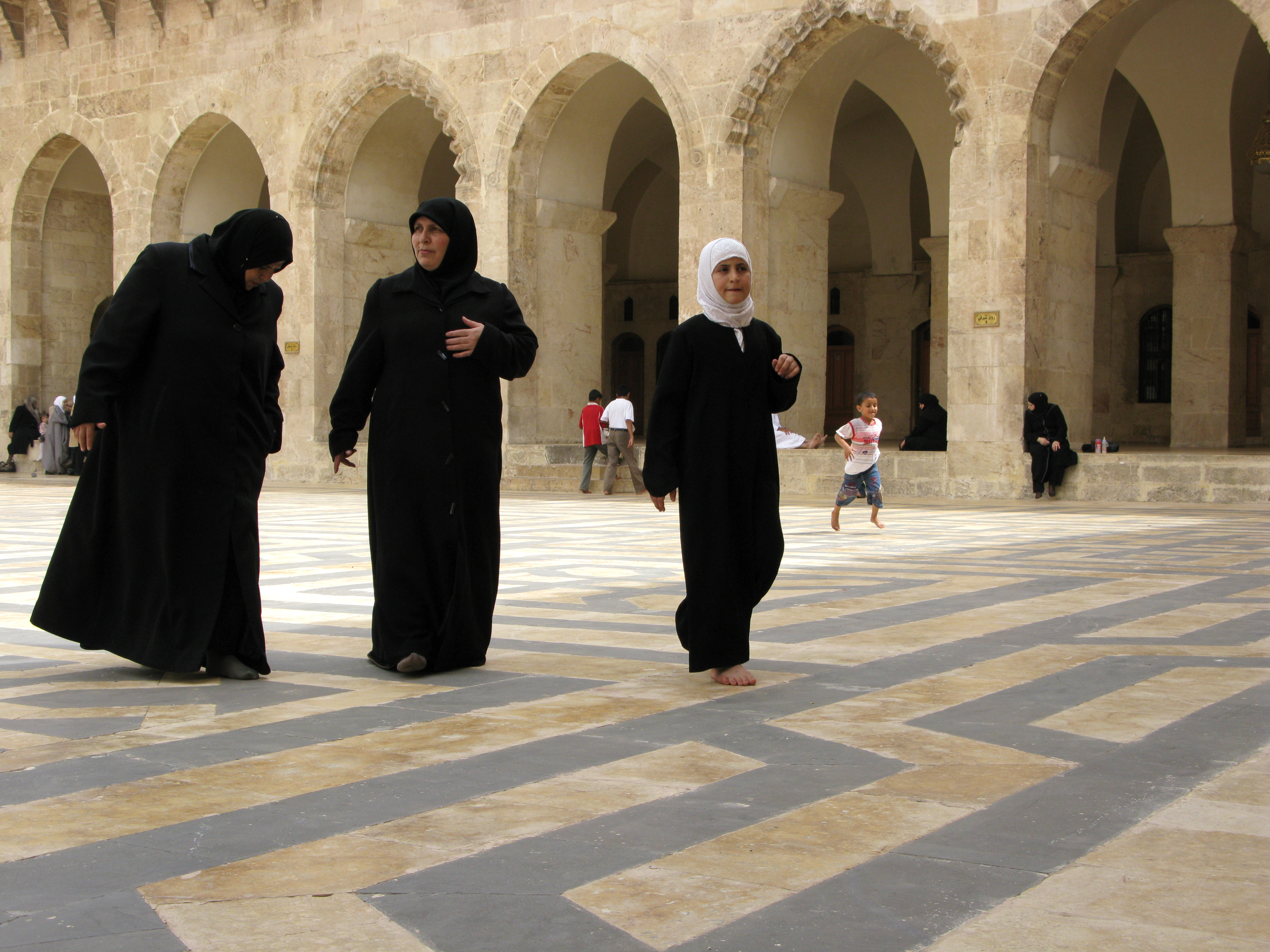
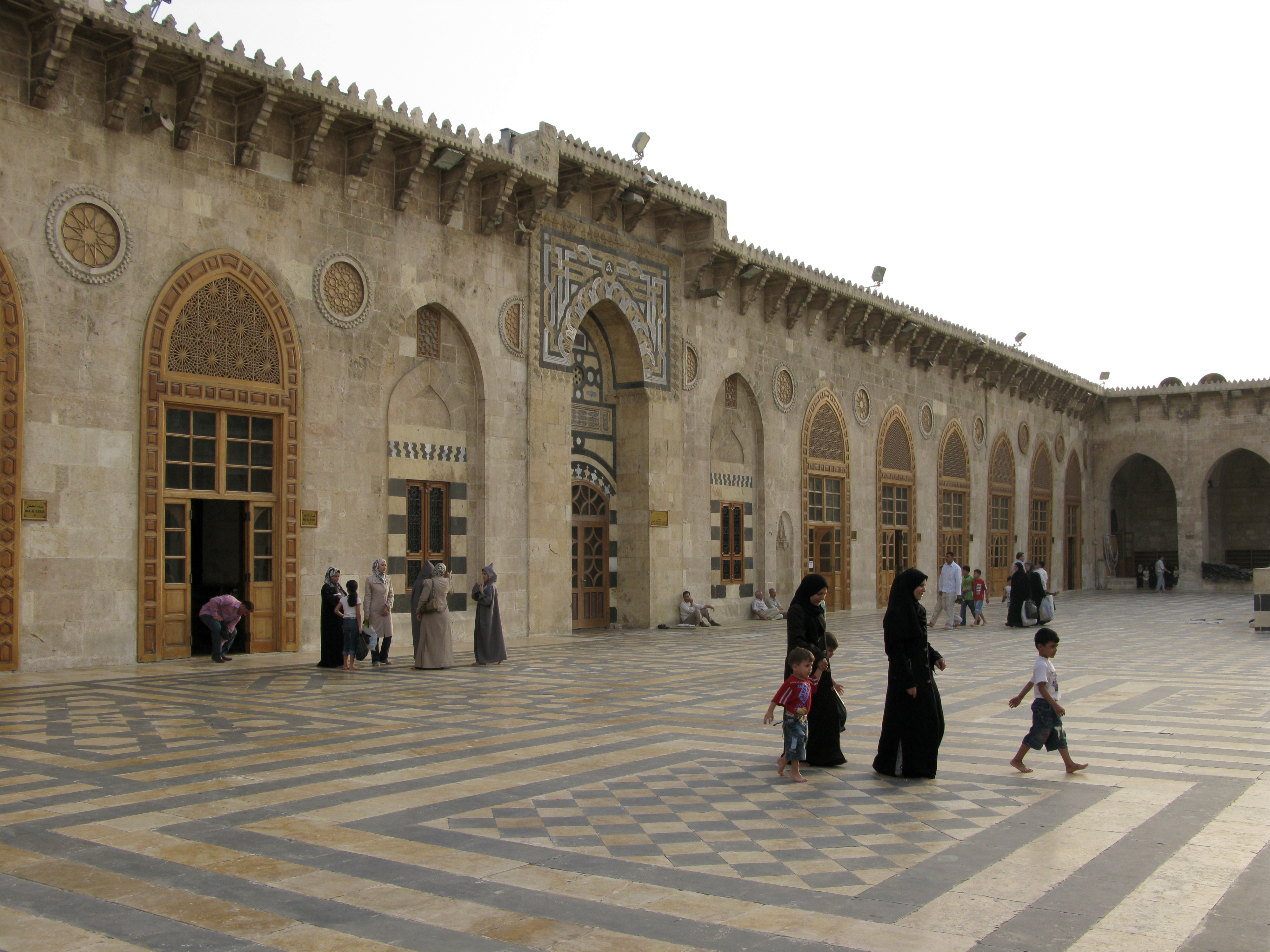
Двір і стіни
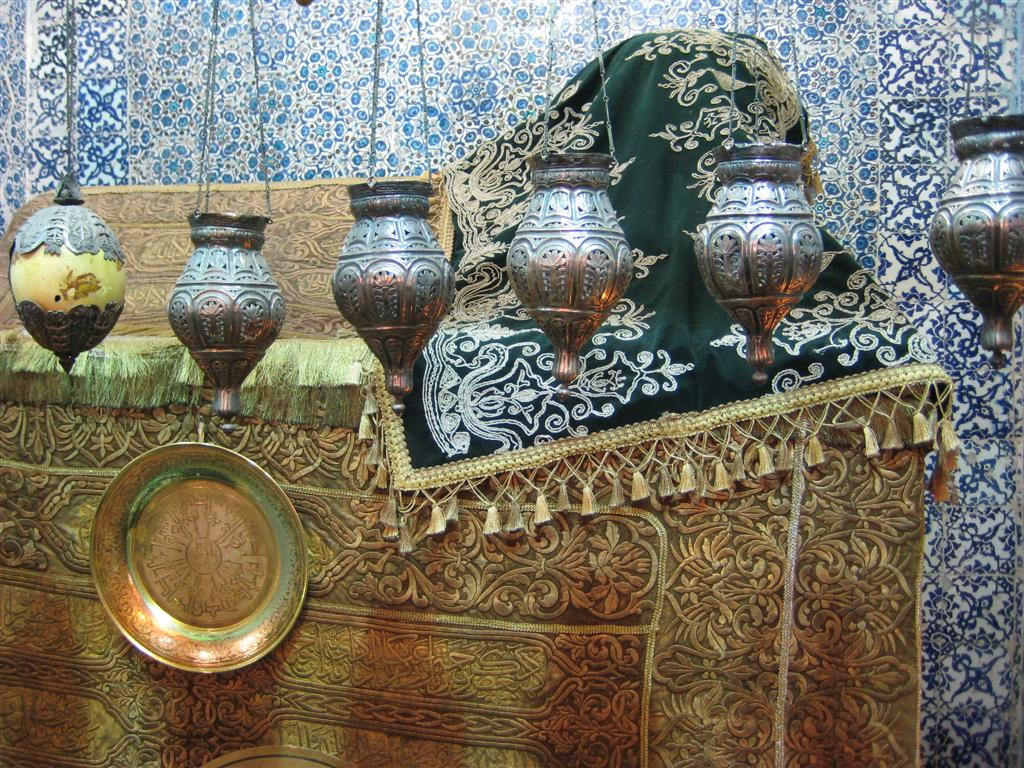
Усипальниця пророка Закарії
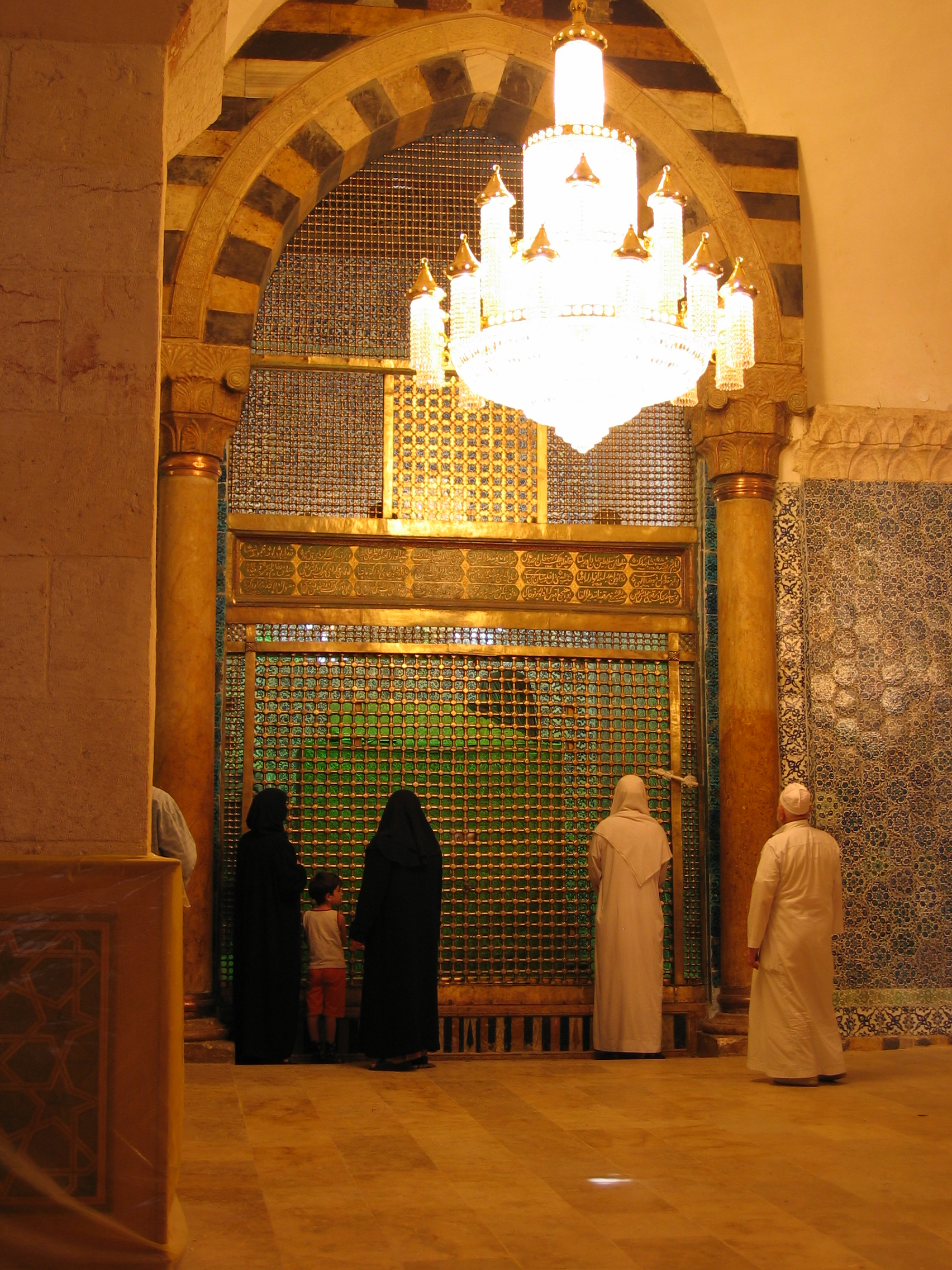
Усипальниця пророка Закарії
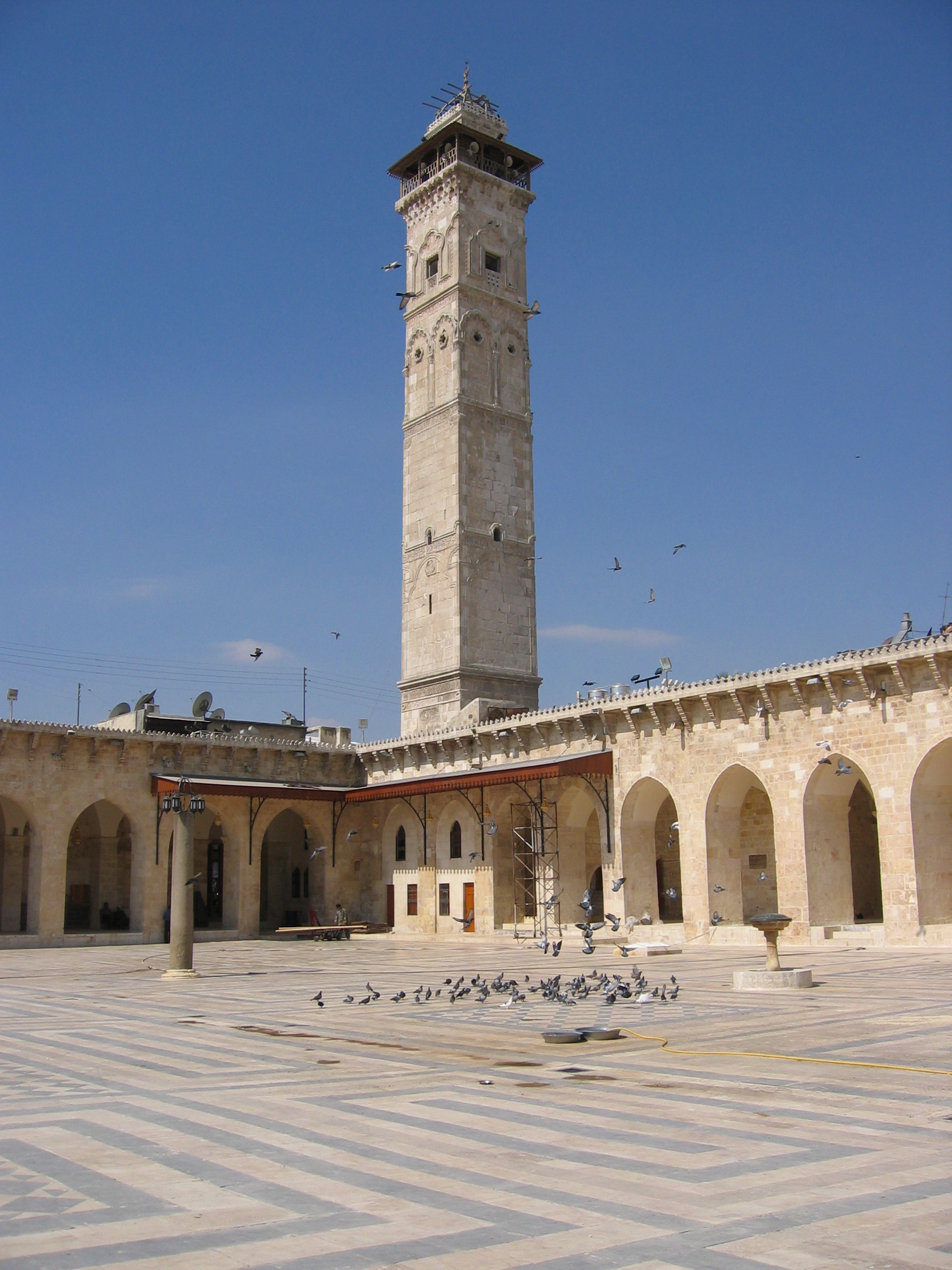
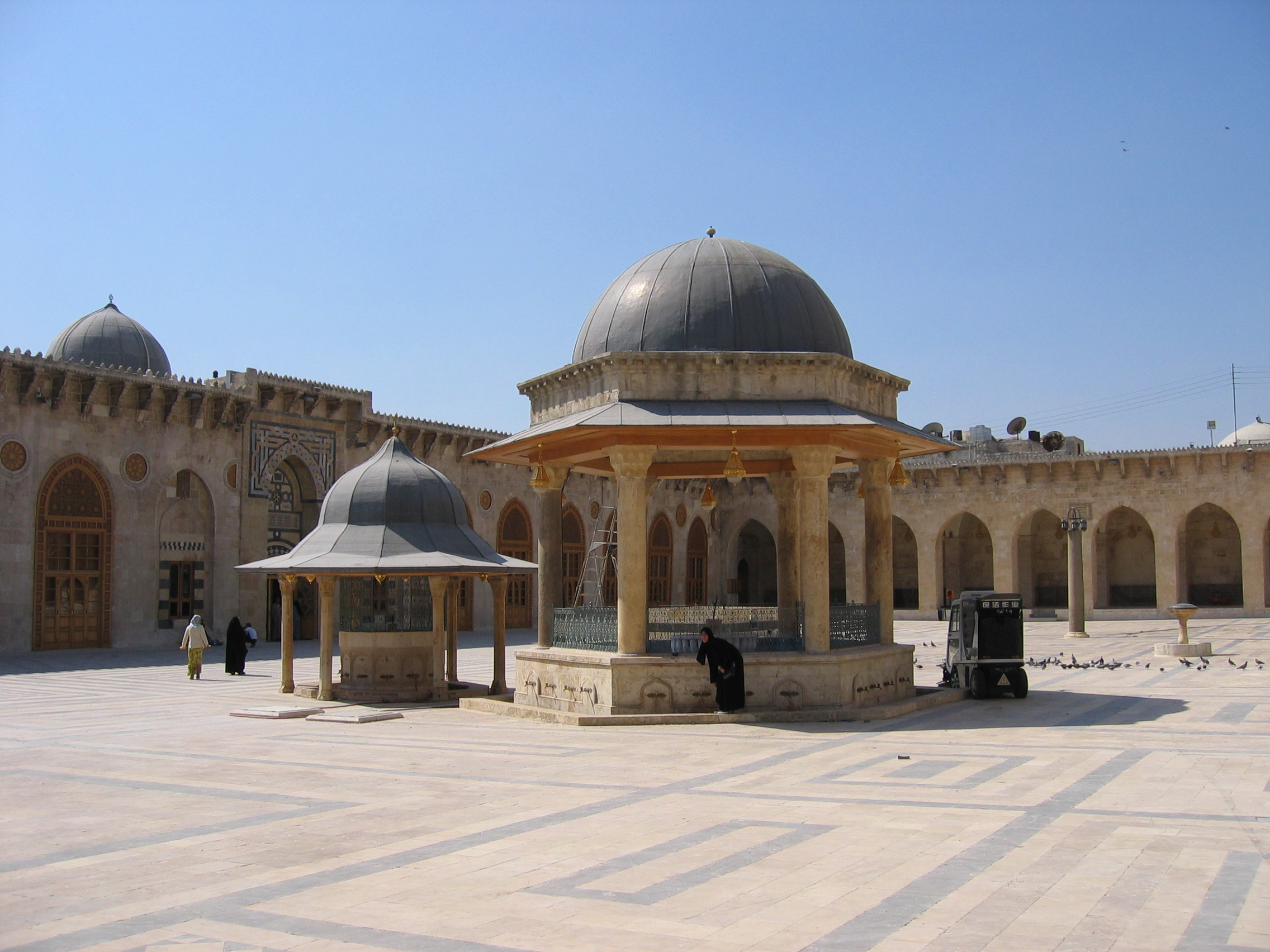
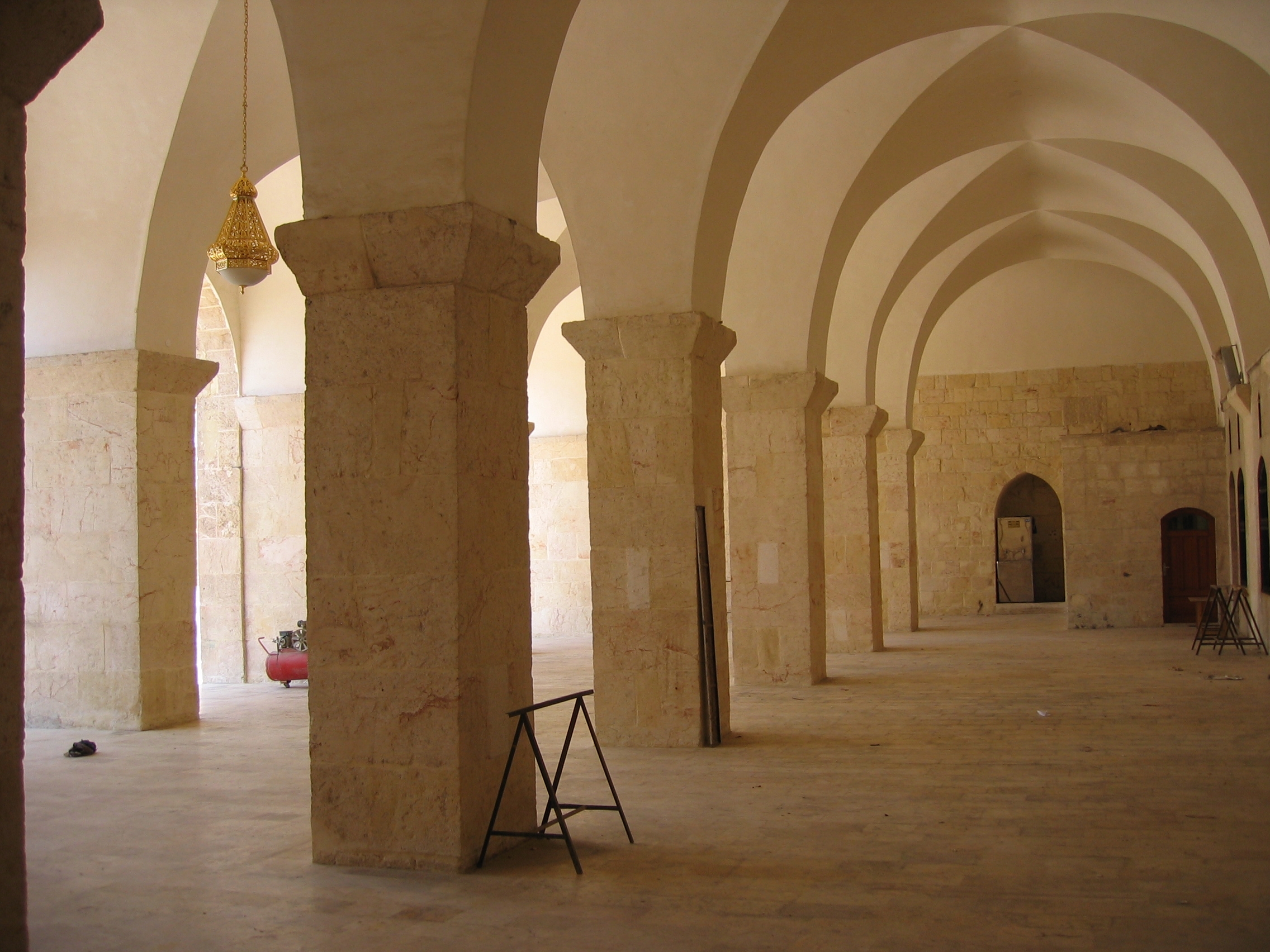
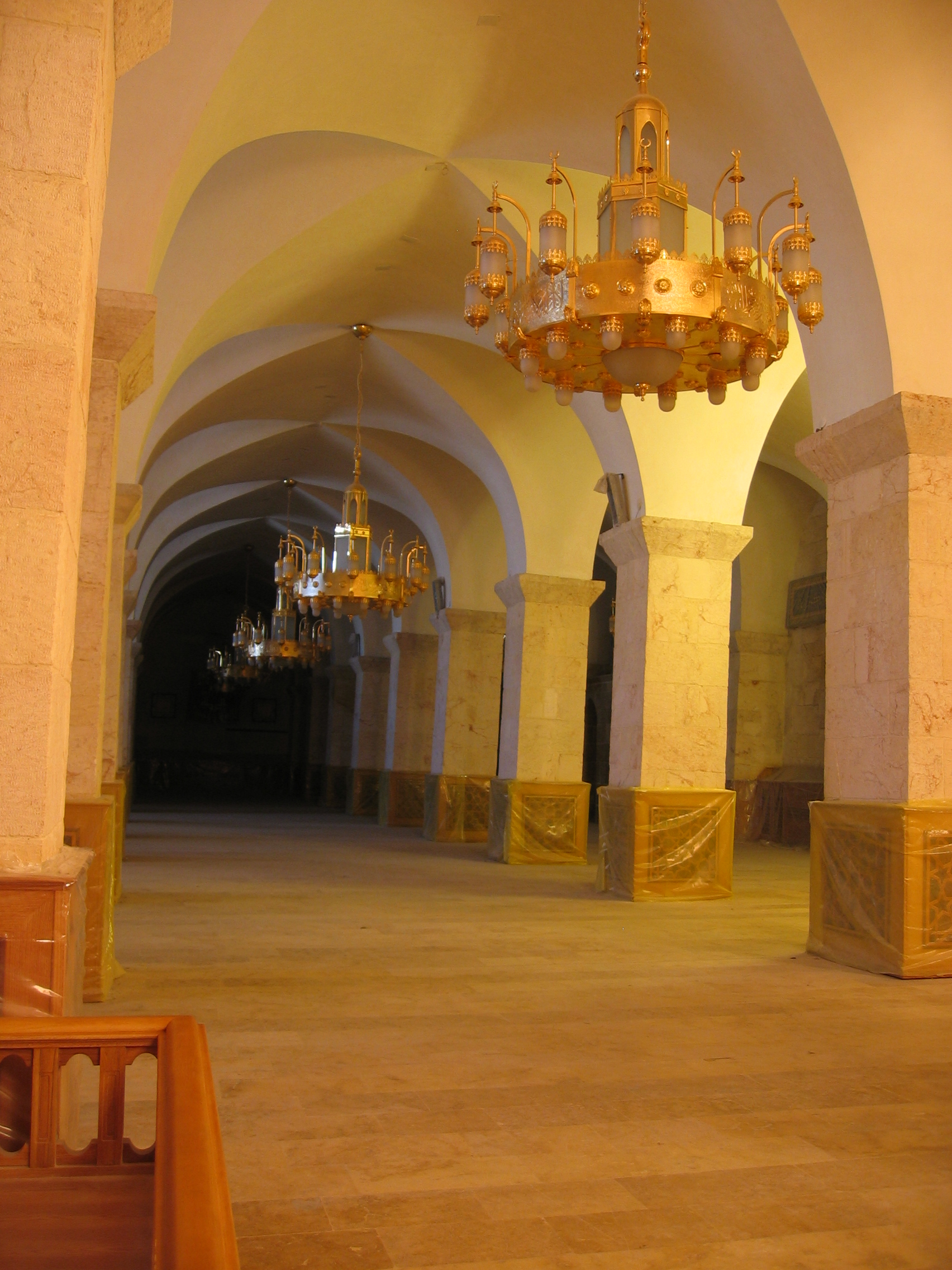
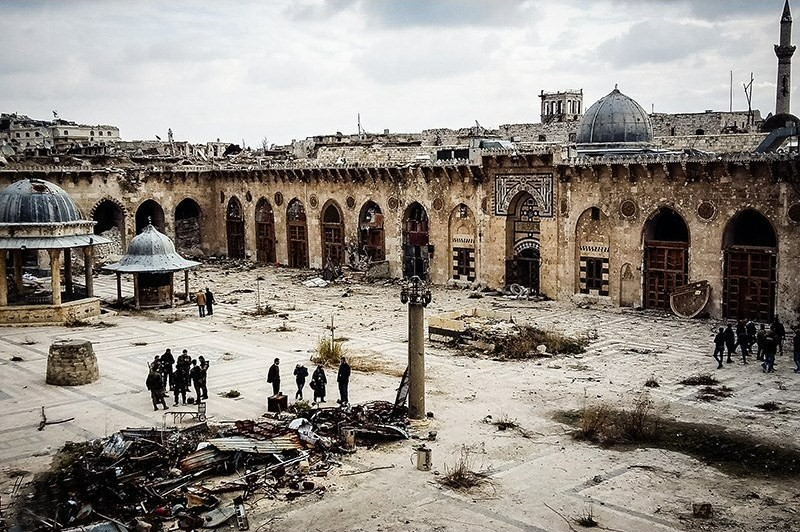
Руйнування 2016